# Pedro Jacinto Montero
Pedro Jacinto Montero Maridueña (Yaguachi, 29 de junio de 1862 - Guayaquil, 25 de enero de 1912), también conocido como Pedro J. Montero o El tigre del Bulubulu, fue un político liberal y militar ecuatoriano.

## Biografía
Fue hijo de Coronel Pedro José Montero Ramos y Mercedes Maridueña Quezada. Estudió en el colegio Tomás Martínez de la ciudad de Guayaquil. A la edad de veintiún años conoció a Eloy Alfaro y empezó a colaborar con él. Participó en la Revolución liberal de Ecuador, el 5 de junio de 1895.
Se autoproclamó Jefe Supremo de Guayaquil durante el gobierno del encargado del poder ejecutivo Carlos Freile Zaldumbide en el resto de Ecuador.

## Jefatura Suprema de Guayaquil

### Ministros de Estado
| Ministerio                               | Ministro                       |
| ---------------------------------------- | ------------------------------ |
| Ministerio de Gobierno y Policía         | Dr. Manuel Tama Vivero         |
| Ministerio de Hacienda y Crédito Público | Dr. Juan Borja Mata            |
| Ministerio de Guerra y Marina            | Dr. Francisco Martínez Aguirre |
| Ministerio de Relaciones Exteriores      | Dr. Modesto Chávez Franco      |
| Ministerio de Instrucción Pública        | Dr. Alfonso de Arzube Villamil |

Fuente:

## Asesinato
El 25 de enero de 1912 fue asesinado de un impacto de bala en la cabeza y arrojado por el segundo piso del edificio del gobierno provincial del Guayas. Tras esto, fue tirado a la calle, descuartizado, arrastrado y quemado en la Plaza San Francisco, al pie del monumento a Vicente Rocafuerte. Horas más tarde la cónyuge de Montero requirió en uno de los cuarteles le entreguen la cabeza y el corazón, acarreados como trofeos, mientras su amigo Carlos Bayona, a solicitud de su hermana Rosita Bayona de Peña, acopiaba los despojos para colocarlos en un sepulcro del cementerio.